# Youssef Karam
Youssef Karam (in arabo يوسف بك كرم‎?; conosciuto in lingua italiana anche come Giuseppe Karam; Ehden, 5 maggio 1823 – Resina, 7 aprile 1889) è stato un patriota, condottiero e letterato libanese.

## Biografia

### Origini e gioventù
Youssef Karam nacque da Sheikh Boutros Karam (allora governatore di Ehden e del distretto circostante) e Mariam (figlia di Sheikh Antonios Abi Khattar Al Ayntouri) a Ehden, da famiglia cristiana maronita. Crebbe in una famiglia di sei figli: oltre a Youssef, vi erano Catherine, Teresa, Rose, Eva, Mikhail. La madre, con la sua forte personalità, ebbe una grande influenza sul figlio.
La famiglia Karam è originaria della regione tra Zgharta e Ehden nel nord del Monte Libano e fa risalire le sue origini a un crociato francese, di nome Cremoir, che proveniva da Le Mont e che si stabilì a Gerusalemme nel 1098. Cremoir governò la fortezza di Sahyoun, dalla quale i discendenti trassero il cognome. Il nome Karam (che significa "generosità" in arabo) sostituì il precedente nome della famiglia, Sahyouni, nel XVII secolo, quando Bechara Sahyouni guadagnò l'epiteto Abu-Karam.
Youssef venne educato in lingua francese e all'età di sette anni padroneggiava oltre alla nativa lingua araba, il francese, il siriaco e l'italiano. Fu educato nel combattimento, nell'equitazione e nella scherma. L'educazione francofona lo portò a stabilire forti legami con la cultura occidentale, specialmente francese. Youssef nutrì un apprezzamento speciale per la lingua araba, passione testimoniata in molti dei suoi scritti poetici.
Nel 1840, combatté al fianco del padre e del fratello maggiore contro gli eserciti egiziani nelle battaglie di Houna e Bazoun. Nel 1846, in seguito alla morte del padre, Youssef gli succedette come governatore. Youssef Karam divenne una delle figure politiche più popolari nella regione.
Nel 1858, quando i contadini maroniti del distretto di Kisrawan si rivoltarono contro i loro sceicchi e proprietari terrieri, la famiglia Khazen, il patriarca maronita, consapevole dell'influenza di Karam, vi si appellò per riportare la pace nell'area.

### Gli scontri del Monte Libano

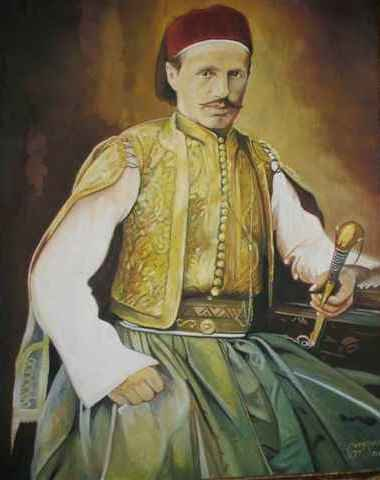
Ritratto di Youssef Bey Karam

Nello stesso periodo, vigevano forti tensioni tra la comunità maronita e quella drusa nel Monte Libano. Nel settembre 1859, si generarono scontri tra le due comunità a Beit Mery. Karam reagì organizzando una riunione dei capi della comunità presso il villaggio di Baan, concludendo un accordo con il governatore ottomano di Tripoli, Abed El Hamid Karami.
Nel maggio 1860, tuttavia, le tensioni degenerarono nuovamente in un conflitto; monaci e contadini maroniti vennero massacrati. Karam reagì formando un esercito di cinquecento uomini per proteggere la comunità. Il 2 giugno 1860, Karam e i suoi uomini marciarono verso Bkerké ed offrirono alla chiesa maronita la loro protezione.
Karam era convinto che il conflitto fosse fomentato da Khorshid Pasha, l'allora ministro degli affari esteri ottomano, al fine di creare un pretesto per un intervento del governo centrale di Costantinopoli nella regione, affinché vi ristabilisse il pieno controllo. Khorshid convinse gli ambasciatori europei che una maggiore presenza ottomana nel Monte Libano fosse essenziale per ristabilire la pace. L'ambasciatore francese in Libano convinse Karam ad arrestare la sua marcia a Bikfaya, vicino a Kisrawan, in cambio di garanzie di sicurezza per tutti i cristiani offerte da Khorshid.
Alcuni giorni dopo, tuttavia, villaggi cristiani vennero attaccati da drusi, con l'aiuto delle forze ottomane. Inoltre, Khorshid ordinò alla marina ottomana di effettuare un blocco navale per fermare i rifornimenti di cibo e di forniture militari. Karam e il suo esercito mantennero il controllo della maggior parte degli insediamenti cristiani nella zona di Kisrawan. Navi francesi giunsero infine al porto di Beirut, concludendo il blocco navale. La pace venne ripristinata, mentre una nuova costituzione fu approntata per il Libano. Nel frattempo, furono nominati due governatori provvisori per amministrare il Libano, uno per i cristiani e l'altro per i musulmani. Karam fu nominato governatore (caimacam) dei cristiani il 17 novembre 1860. Karam riorganizzò le istituzioni pubbliche. Di fronte alle continue interferenze ottomane nel suo governo e nel progetto della costituzione, Karam presentò le sue dimissioni numerose volte in segno di protesta. Ad ogni occasione venne però convinto a restare in carica dall'ambasciatore francese che gli suggerì ulteriori negoziati.

### Il primo esilio e il ritorno in Libano
La nuova costituzione fu finalmente completata nel giugno 1861 e permetteva ad un governatore di amministrare tutto il Libano per un periodo di prova di tre anni carica per la quale venne nominato il cristiano ottomano Dawood Pasha.
La nomina non venne accolta dai libanesi, cristiani o musulmani, che speravano nell'autogoverno. Dawood Pasha divenne impopolare e il suo governo si presentò inefficace nei confronti dell'opposizione libanese. Per accattivarsi il consenso libanese, Dawood Pasha offrì a Karam un incarico governativo, il comando delle forze armate nazionali, che Karam rifiutò. Dawood emise quindi un'ordinanza per esiliare Karam in Turchia senza alcun processo. Karam rimase in Turchia per due anni e mezzo, tra la fine del 1861 sino al 1864. Fu convinto che se rimasto in esilio, il dominio ottomano in Libano sarebbe stato alleggerito e il mandato di Dawood Pasha non rinnovato dopo i tre anni.
Nel 1864, tuttavia, a Dawood Pasha venne rinnovato l'incarico per un ulteriore periodo di cinque anni. Karam tornò quindi in Libano, a Zgharta, dove venne accolto come un eroe da migliaia di suoi sostenitori. Karam organizzò una rivolta volta a terminare il dominio ottomano in Libano, con l'abolizione della Mutassarafiya, e con la conseguente fine dell'elevata imposizione fiscale e delle detenzioni senza processo.
Truppe regolari ottomane erano di stanza in Libano in contrasto con le disposizioni della nuova costituzione, presenza autorizzata da Dawood Pasha con il pretesto che le forze libanesi non fossero in grado di mantenere il controllo. Il patriarca maronita richiese a Dawood di ritirare le truppe, di ridurre le tasse eccessive e di rilasciare i prigionieri politici detenuti senza processo. Il governo ottomano, attraverso Dawood Pasha, respinse le richieste, evento che sfociò in un conflitto. Seguirono molte battaglie, una delle prime a Mo'amailtayn, Jounieh, il 6 gennaio 1866. Karam si trovava a messa nella Chiesa di San Doumit quando le truppe regolari ottomane attaccarono i suoi uomini che stazionavano davanti alla Chiesa. Karam, aiutato da abitanti dei villaggi vicini, sconfisse le forze ottomane. Karam inviò messaggi a Costantinopoli e ai governi europei motivando in dettaglio le cause del conflitto, e sostenendo il diritto alla difesa.
Dawood Pasha incaricò Amin Pasha di organizzare un incontro con Karam in presenza dell'arcivescovo maronita a Karem Saddah per guadagnare la fedeltà di Karam al governo. L'incontro viene organizzato per domenica 28 gennaio 1866. Karam aderì alla richiesta di Dawood, a condizione venissero accettate richieste del patriarca maronita. Nel corso dell'incontro, truppe ottomane furono avvistate mentre avanzavano dalla vicina Bnasha verso Karem Saddah.
L'incontro fu abbandonato, seguito da un violento scontro a Bnasha, che coinvolse centinaia di uomini fedeli a di Karam opposti a diverse migliaia di truppe ottomane. Karam ottenne una vittoria decisiva. Seguirono vittorie di Karam a Sebhell l marzo 1866, a Ehmej 14 marzo 1866, a Wadi El Salib 22 marzo 1866, a Aytou 5 maggio 1866, a Ey El Yawz 7 giugno 1866, a Wadi Miziari 20 agosto 1866, a Ehden 15 dicembre 1866, a Ejbeh 10 gennaio 1867 e a Wadi El Sabeeb 17 gennaio 1867. Karam e il suo esercito godevano di un ampio sostegno popolare, avevano familiarità con il terreno di battaglia, e riuscirono quindi a vanificare le manovre del nemico. Tale era stato il successo, che Karam decide di marciare su Beit El Din, residenza del governatore, per rovesciare il dominio ottomano e inaugurare un governo autonomo libanese. Dawood Pasha fu costretto a fuggire a Beirut.
A Beirut, Dawood Pasha raccolse il sostegno degli ambasciatori europei. Oltre alla legittimità della presenza ottomana stabilita dalla costituzione, da tempo l'Impero ottomano aveva firmato con la Francia diversi accordi politici e commerciali (le capitolazioni dell'Impero ottomano), che prevedevano anche il riconoscimento del dominio ottomano sui territori arabi in cambio della protezione dei cristiani e dei luoghi di culto. Le potenze europee sostennero così la causa ottomana.

### Il secondo esilio e la morte

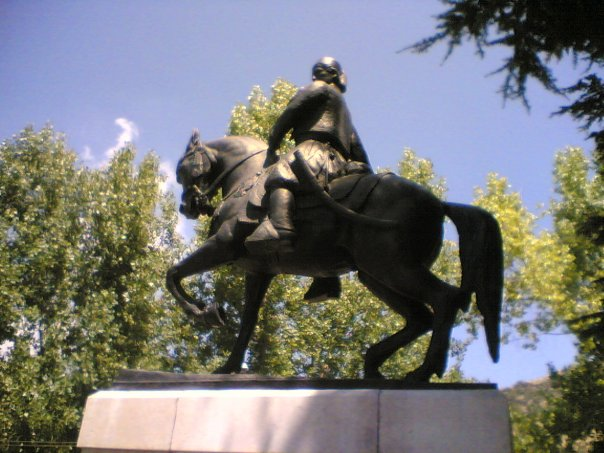
La statua di Youssef Bey Karam a Ehden presso la Chiesa di San Giorgio

In un incontro a Bkerké, l'ambasciatore francese ordinò a Karam di lasciare il Libano in cambio di garanzie francesi di sicurezza per i suoi uomini e per la popolazione, nonché la presa in considerazione di tutte le richieste portate avanti da Karam. Il 31 gennaio 1867 Karam lasciò il Libano a bordo di una nave francese diretta in Algeria.
Durante l'esilio, Karam raggiunse varie capitali europee per divulgare la sua causa e scrisse molte lettere e memorie per perorare l'autogoverno per il Libano. La maggior parte dei suoi scritti sono sopravvissuti fino ad oggi, citati anche in calce. In cerca di aiuti economici per il Libano, Karam offrì di ipotecare tutte le sue aziende libanesi, del valore di cinque milioni di franchi, a imprenditori francesi in cambio dell'apertura di miniere di carbone e della realizzazione di una rete ferroviaria in Libano. Questi rifiutarono sotto la pressione di Napoleone III.
Karam morì il 7 aprile 1889 in Italia, nei pressi di Napoli. Le sue ultime parole furono «Dio ... Libano». La salma di Karam fu traslata alla Chiesa di San Giorgio a Ehden, dove nel 1932 fu eretta una statua equestre in suo onore, realizzata dall'artista libanese Youssef Howayek.
Nella casa dove Karam risiedette nel corso della sua permanenza in Italia, fu posta un'effige che recita: «qui riposa in pace Youssef Boutros Karam, il principe libanese». Il corpo mummificato, riesumato, è ancora in buone condizioni.

## Credenziali
Molte delle convinzioni di Youssef Karam sono state tratte da fonti quali:
- Una lettera aperta in cui Karam chiedeva l'istituzione di una "Lega delle nazioni" o "Associazione per i diritti umani", come Karam la chiamò, che si impegnasse per la pace nel mondo e garantisse i diritti delle piccole nazioni.
- Una lettera a Amir Abdul Kader AI Jazaa'irri, che lo incoraggiava a liberare tutti gli arabi dal dominio ottomano e ad istituire una lega araba, dove ogni paese membro avrebbe mantenuto sovranità e indipendenza.

Nella città natale,  Youssef Karam è conosciuto come "Il Principe ribelle".